# Corral de Sico
El Corral de Terraubella és un corral ramader ruïnós al terme municipal de Tremp, a l'antic terme de Fígols de Tremp, al Pallars Jussà. Les seves ruïnes estan situades al nord-oest de Santa Engràcia, al vessant sud-occidental de la Serra de Santa Engràcia, a ponent de les Fontetes. Era a ran de la pista de Santa Engràcia al Castellet, al costat de l'Alzina del Corral de Sico. És bastant amunt, al sud-est de la Roca Lleuda.